# Bennettspecht
Der Bennettspecht (Campethera bennettii) ist eine Vogelart aus der Familie der Spechte (Picidae). Diese recht kleine Spechtart besiedelt gut entwickeltes Wald- und Buschland mit älterem Baumbestand in großen Teilen des südlichen Afrikas. Die überwiegend auf dem Boden gesuchte Nahrung besteht vorwiegend aus Ameisen und Termiten.  Die Art ist zumindest in Teilen ihres großen Verbreitungsgebietes häufig und wird von der IUCN als ungefährdet („least concern“) eingestuft.

## Beschreibung

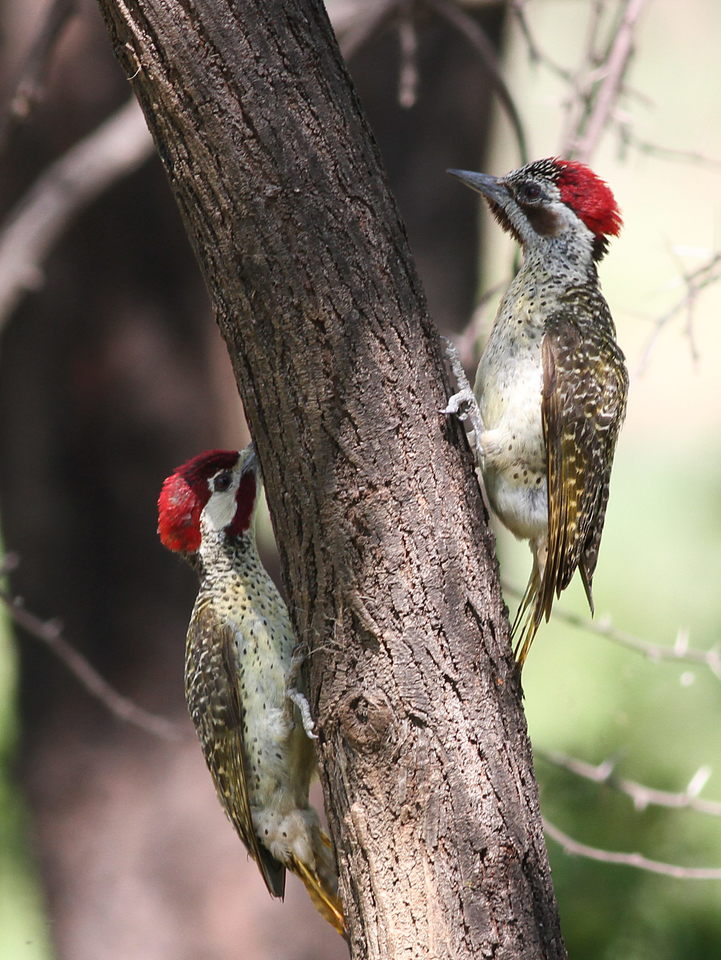
Paar des Bennettspechts

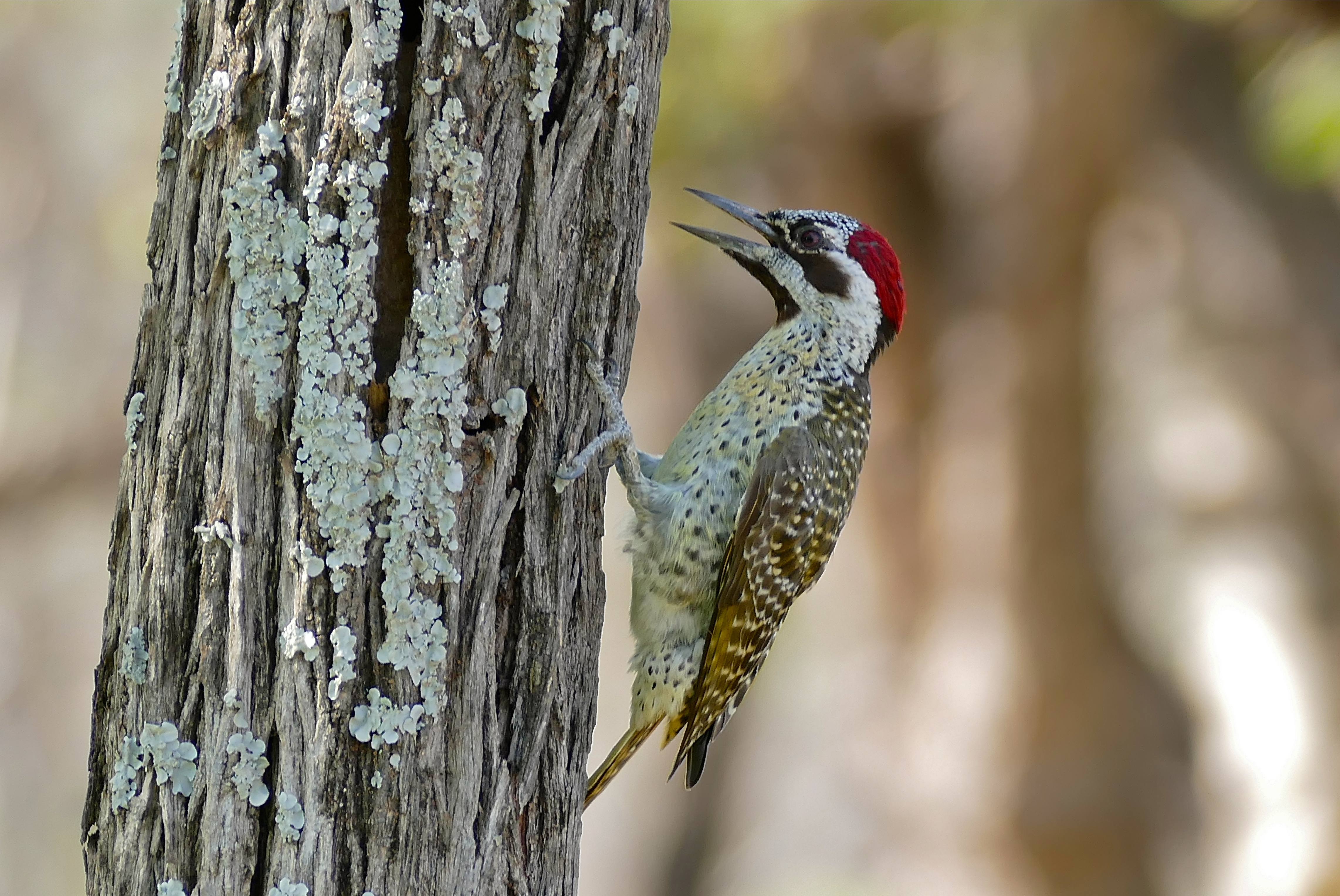
Weiblicher Bennettspecht

Bennettspechte sind recht kleine Spechte mit mittellangem, zugespitztem Schnabel. Der Schnabelfirst ist recht deutlich nach unten gebogen. Die Körperlänge beträgt etwa 24 cm, das Gewicht 61–84 g, sie sind damit etwa so groß wie ein Buntspecht. Die Art zeigt bezüglich der Färbung einen deutlichen Geschlechtsdimorphismus.
Bei Vögeln der Nominatform sind die Oberseite einschließlich Bürzel und Oberflügeldecken sowie die Unterflügeldecken auf grünlich beigebraunem Grund gelb und weiß gebändert. Die Grundfarbe der Rumpfunterseite ist blassgelb, auf der Brust häufig mit einem goldbraunen Hauch. Auf diesem Grund zeigt die Brust eine kräftige dunkle Fleckung, die an den Flanken meist in eine Querbänderung übergeht. Die Unterschwanzdecken sind auf weißem Grund meist gefleckt oder quergebändert. Die Schwingen sind braun mit grünlich gesäumten Außenfahnen und gelblich weißen Binden auf den Innenfahnen. Die Schwanzoberseite ist braun und blassgelb quergebändert, die Unterseite ist gelblich, häufig zeigen die Steuerfedern schwarze Spitzen.
Beim Männchen sind Stirn, Oberkopf und Nacken rot, auf der Stirn haben die roten Federn eine graue Basis. Ein breiter roter Bartstreif mit vereinzelten schwarzen Federn zieht sich von der Schnabelbasis bis unter die Ohrdecken. Die Kopfseiten sind ansonsten ebenso wie Kehle und Kinn einfarbig weiß. Weibchen haben eine schwarze Stirn und einen ebenso gefärbten vorderen Oberkopf mit weißen Flecken, hinterer Oberkopf und Nacken sind wie beim Männchen rot. Von der Basis des Oberschnabels zieht sich am Unterrand des Auges entlang bis zu den Ohrdecken ein breiter brauner Streifen, Kinn und Kehle sind ebenfalls braun. Der Bartstreif ist weiß.
Der Schnabel ist dunkelgrau, an der Basis aufgehellt. Die Beine und Zehen sind bläulich grau bis graugrün. Die Iris ist bei adulten Vögeln rot, im Jugendkleid dunkelbraun.

## Verbreitung und Lebensraum

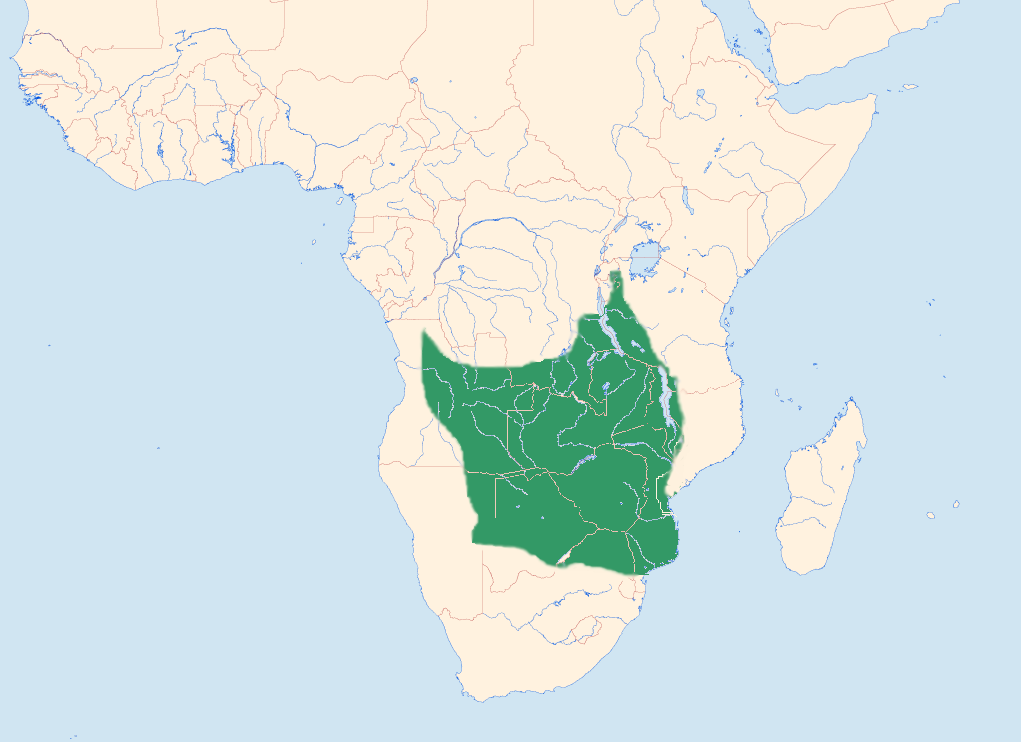
Verbreitungsgebiet des Bennettspechts (grün)

Bennettspechte bewohnen große Teile des südlichen Afrikas. Das Verbreitungsgebiet reicht in West-Ost-Richtung vom mittleren Westen Angolas und dem Nordosten Namibias bis in den Westen und Süden Tansanias, den Westen Malawis und den Süden von Mosambik, in Nord-Süd-Richtung vom Südosten der Demokratischen Republik Kongo und Tansania bis Botswana, Transvaal und in den Nordosten KwaZulu-Natals.
Die Art besiedelt dort gut entwickeltes Wald- und Buschland mit älterem Baumbestand, vor allem Miombo und Gusu sowie trockene, durch Akazien geprägte Landschaften. Die Tiere kommen im Osten Afrikas bis in 1600 m Höhe vor.

## Systematik
Winkler et al. erkennen nur zwei Unterarten an:
- Campethera bennettii bennettii (A. Smith, 1836); größter Teil des Verbreitungsgebietes
- Campethera bennettii capricorni Strickland, 1853; Süden Angolas, Südwesten Sambias und angrenzende Teile im Norden von Namibia und Botswana; etwas größer als Nominatform, mit blasserer Oberseite und Oberschwanzdecken, Unterseite insgesamt intensiver gelb mit weniger ausgeprägter oder gelegentlich auch fehlender dunkler Fleckung. Weibchen haben einen viel schwärzlicheren Ohrdeckenstreif, Kinn und Kehle sind ebenso dunkel.

## Ernährung
Die Nahrung besteht vorwiegend aus Ameisen und Termiten, gelegentlich werden auch andere Insekten und deren Larven gefressen. Die Nahrungssuche erfolgt zu 70–85 % am Boden. In der Baumschicht suchen die Tiere meist an Stämmen und stärkeren Ästen nach Beute, dabei wird die Nahrung vor allem aus Spalten abgelesen oder herausgehackt.

## Fortpflanzung
Nach bisherigen Kenntnissen brüten Bennettspechte zwischen August und Februar, in Simbabwe und Transvaal mit einem Schwerpunkt im Oktober und November. Die Höhlen werden in toten Bäumen oder abgestorbenen Teilen lebender Bäume selbst angelegt, häufig werden jedoch auch vorher genutzte Höhlen erneut besetzt oder Naturhöhlen sowie von anderen Spechtarten gebaute Höhlen genutzt. Das Gelege besteht aus 3 bis 5, meist aus 3 Eiern, die von beiden Eltern 15–18 Tage lang bebrütet werden. Die ausgeflogenen Jungvögel bleiben bis zu den Vorbereitungen für die nächste Brut im Revier der Eltern.

## Bestand und Gefährdung
Die Art ist in Teilen ihres großen Verbreitungsgebietes häufig, in anderen selten oder großflächig fehlend. Sie wird von der IUCN insgesamt als ungefährdet („least concern“) eingestuft.